# Personnages de Heroes

Cet article présente les personnages fictifs de la série télévisée américaine Heroes. Les personnages sont classés par ordre d'importance dans la série.

## Personnages principaux
Les personnages suivants sont les personnages principaux, tels que définis par la production, peu importe l'importance de leur rôle dans la série.
| Nom             | Personnage principal (saisons) | Personnage secondaire (saisons) | Incarné par        | Superpouvoir(s) |
| --------------- | ------------------------------ | ------------------------------- | ------------------ | --- |
| Claire Bennet   | 1 - 4                          | –                               | Hayden Panettiere  | Régénération cellulaire |
| Emma Coolidge   | 4                              | –                               | Deanne Bray        | Synesthésie |
| Noé Bennet      | 1 - 4                          | –                               | Jack Coleman       | Aucun (clairement confirmé) |
| Ella Bishop     | 2                              | 3                               | Kristen Bell       | Électrokinésie |
| Monica Dawson   | 2                              | –                               | Dana Davis         | Mémoire motrice spontanée : peut reproduire tous les mouvements qu'elle voit |
| Simone Deveaux  | 1                              | –                               | Tawny Cypress      | Aucun |
| D.L. Hawkins    | 1                              | 2                               | Leonard Roberts    | Intangibilité (il peut traverser la matière) |
| Maya Herrera    | 2 - 3                          | –                               | Dania Ramirez      | Émission de poison. Elle perdra le pouvoir grâce au père de Peter et Nathan, Arthur Petrelli. |
| Ando Masahashi  | 1 - 4                          | 1                               | James Kyson Lee    | Amplificateur de pouvoirs et projection d'éclairs - son don est artificiel (acquis dans la saison 3 grâce au vaccin volé par Daphné) |
| Isaac Mendez    | 1                              | –                               | Santiago Cabrera   | Précognition exprimée par la peinture (il sait peindre le futur) |
| Adam Monroe     | 2                              | 3 - 4                           | David Anders       | Régénération cellulaire |
| Hiro Nakamura   | 1 - 4                          | –                               | Masi Oka           | Manipulation de l'espace-temps : téléportation, manipulation du temps et voyage dans le temps. Perdu, puis récupéré graduellement durant la saison 4 |
| Matt Parkman    | 1 - 4                          | –                               | Greg Grunberg      | Télépathie : peut lire les pensées et envoyer les siennes pour influencer sa cible; puis "oniropathie" : peut se matérialiser dans les rêves de sa cible et emmener d'autres personnes avec lui. Peut aussi peindre le futur.                                      |
| Angela Petrelli | 3 - 4                          | 1 - 2                           | Cristine Rose      | Clairvoyance |
| Nathan Petrelli | 1 - 4                          | –                               | Adrian Pasdar      | Vol — artificiel (on le découvre dans la saison 3) |
| Peter Petrelli  | 1 - 4                          | –                               | Milo Ventimiglia   | Émulation de pouvoirs à proximité et par empathie - artificiel (après s'être fait voler son pouvoir et s'être injecté la formule, il récupère un pouvoir similaire mais moins puissant. Il ne peut émuler que le pouvoir de la dernière personne qu'il a touchée.) |
| Micah Sanders   | 1 - 2                          | 3                               | Noah Gray-Cabey    | Technopathie : manipulation de l'électronique avec contact ou sans |
| Niki Sanders    | 1 - 2                          | –                               | Ali Larter         | Force surhumaine — artificiel (on le découvre dans la saison 3) |
| Tracy Strauss   | 3 - 4                          | –                               | Ali Larter         | Cryokinésie (peut geler tout ce qu'elle veut) — artificiel (on le découvre dans la saison 3) |
| Mohinder Suresh | 1 - 4                          | –                               | Sendhil Ramamurthy | Force, agilité et sens surhumains - artificiel (acquis dans la saison 3) |
| Sylar           | 2 - 3 - 4                      | 1                               | Zachary Quinto     | Compréhension intuitive et empathique de toute chose, soif de meurtre |
| Samuel Sullivan | 4                              | –                               | Robert Knepper     | Géokinésie |

## Personnages récurrents
| Nom                | Incarné par            | Superpouvoir(s)                                                              | Saisons |
| ------------------ | ---------------------- | ---------------------------------------------------------------------------- | ------- |
| Sandra Bennet      | Ashley Crow            | Aucun.                                                                       | 1 - 4   |
| Janice Parkman     | Lisa Lackey            | Aucun.                                                                       | 1 - 4   |
| Charles Deveaux    | Richard Roundtree      | Il semble avoir le même pouvoir que Matt Parkman mais a un stade plus évolué | 1 et 3  |
| Eden McCain        | Nora Zehetner          | Hypnose passive, persuasion mentale                                          | 1       |
| Claude Rains       | Christopher Eccleston  | Invisibilité                                                                 | 1       |
| Candice Wilmer     | Missy Peregrym         | Illusion/Métamorphisme/création de mirage                                    | 1 - 2   |
| Robert Bishop      | Stephen Tobolowsky     | aurification/alchimie (transforme tout ce qu'il touche en or)                | 2 - 3   |
| René dit L'Haïtien | Jimmy Jean-Louis       | Suppression de souvenirs, neutralisation des pouvoirs des autres             | 1 - 4   |
| Ted Sprague        | Matthew John Armstrong | Génération d'énergie radio-active et électrique                              | 1       |
| Molly Walker       | Adair Tishler          | Localisation de personnes                                                    | 1 - 3   |
| Daphne Millbrook   | Brea Grant             | Super vitesse et dans un épisode elle voyage dans le temps grâce à Ando.     | 3       |
| Eric Doyle         | David Lawrence XVII    | Contrôle du corps d'autrui par les mains                                     | 3 - 4   |
| Arthur Petrelli    | Robert Forster         | Vol de pouvoirs                                                              | 3       |
| "Baron" Samedi     | Demetrius Gross        | Peau impénétrable                                                            | 3       |
| Emil Danko         | Željko Ivanek          | Aucun                                                                        | 3 - 4   |
| Edgar              | Ray Park               | Super vitesse                                                                | 4       |
| Lydia              | Dawn Olivieri          | Voyance des désirs d'autrui (sous forme de tatouage)                         | 4       |
| Meredith Gordon    | Jessalyn Gilsig        | Pyrokinésie                                                                  | 1 - 3   |
| Eli                | Todd Stashwick         | Clonage                                                                      | 4       |

## Personnages secondaires récurrents

### Amis et familles des personnages principaux

#### Lyle Bennet
Lyle Bennet, interprété par Randall Bentley, est le jeune frère de Claire Bennet. Il n'aime pas sa sœur et sa mère sous-entend qu'il est hypocondriaque. Un jour, Lyle découvre que sa sœur possède des pouvoirs de régénération en visionnant une vidéo la montrant se remettre très rapidement de plusieurs expériences mortelles, comme être frappée de plein fouet par une voiture ou faire une chute de neuf mètres de haut. Pour avoir confirmation, il agrafe la main de Claire et constate qu'elle guérit immédiatement. Pris de panique, il subtilise la cassette vidéo et se réfugie dans leur 4 × 4. Claire tente désespérément de le raisonner en lui déclarant qu'elle sera sûrement emmenée ailleurs si leurs parents l'apprenaient. Lyle sort finalement de la voiture et lui remet à contre-cœur la cassette. Claire ayant révélé à son père que Lyle connaît ses pouvoirs, M. Bennet ordonne à l'Haïtien d'effacer ces souvenirs compromettants de la mémoire de Lyle.

#### Sandra Bennet
Sandra Bennet est la mère adoptive de Claire Bennet, interprétée par Ashley Crow. Elle a une grande affection pour son animal, un Spitz allemand portant le nom de M. Muggles. Elle ne semble pas être au courant des activités de son mari ainsi que des pouvoirs de sa fille et l'Haïtien efface régulièrement sa mémoire sur les ordres de son mari. Néanmoins, après la rencontre de Claire avec Hank et Lisa, Sandra apprend à sa fille qu'elle et M. Bennet ont essayé sans succès de trouver ses parents biologiques lorsqu'elle était petite parce qu'ils pensaient qu'elle avait une maladie chromosomique très rare.
Dans l'épisode "Distractions", Sandra est confrontée à Sylar, qui se fait passer pour un employé de Primatech. Il est sur le point de la tuer quand elle est sauvée par M. Bennet et l'Haïtien, qui le chassent de la maison. Une fois de plus, ils effacent de sa mémoire les évènements qui viennent de se dérouler, ce qui devient évident à Claire lorsque Sandra ne se souvient pas lui avoir donné l'autorisation de s'absenter de l'école. À la suite de cet effacement, sa mémoire commence à se dégrader, jusqu'au point où elle ne reconnaît ni M. Muggles ni Claire pendant quelques instants. Son état s'aggrave au point où, dans l'épisode "Unexpected", elle tombe inconsciente. Transportée à l'hôpital, elle y consulte un neurologue qui diagnostique un hématome subdural. Lors de son retour à la maison, elle est prise en otage en compagnie de sa famille par Matt Parkman et Ted Sprague, et est témoin des pouvoirs régénérants de sa fille Claire.
Après la prise d'otage et la destruction de leur maison, sa famille et elle s'installent à l'hôtel. Elle révèle à son mari qu'il lui a tout raconté la veille, notamment ce qui est arrivé à Claire. Suivant les ordres de son mari, elle prétend seulement qu'elle a encore perdu la mémoire.
Par la suite, elle viendra souvent en aide à Claire, mais finira par ne plus supporter les mensonges de son mari, qui lui a caché la nature de son travail à Primatech, puis pour le gouvernement avec Nathan, et divorcera.
Dans la saison 4, elle vient voir Claire à l'université. Lors de Thanksgiving, elle dine avec son ex-mari, Lauren et Claire et elle leur présente son petit ami Doug.

#### Zach
Zach est le meilleur ami de Claire Bennet (Hayden Panettiere), il est le seul à qui elle a confié son secret (son pouvoir qui la rend indestructible). Zach est là pour Claire dès le début de la série, il la filme lors de ses "tentatives", prouvant qu'elle est indestructible, il monte une campagne dans son lycée pour qu'elle en soit élue reine.
Zach est souvent  traité d'homosexuel par Jackie Wilcox, ancienne meilleure amie de Claire, devenue son ennemie depuis qu'elle a prétendu sauver l'homme dans le train en feu. 
Il perdra la mémoire après le meurtre au Homecoming mais Claire lui confiera de nouveau son secret.
Zach est interprété par Thomas Dekker.

#### Brody Mitchum
Brody Mitchum, interprété par Matt Lanter, est un camarade de classe de Claire Bennet et le quarterback de l'équipe de football au lycée Union Wells High School. Il apparaît la première fois dans l'épisode "Don't Look Back". Pendant un feu de célébration dans  "One Giant Leap", Brody et Claire se réfugient dans les gradins, où il tente de la violer. Il la tue accidentellement durant la lutte.

Dans  l'épisode suivant, "Collision", il est particulièrement surpris de la voir toujours en vie. Claire découvre alors que Brody a déjà violé une autre fille, Elle le convainc de le ramener chez lui dans sa voiture, mais   fonce droit dans un mur. La planche en ligne pour l'épisode révèle que Claire voulait seulement pousser Brody à réfléchir deux fois avant de blesser quelqu'un d'autre et qu'elle l'extrait inconscient de la voiture lorsqu'elle prend feu puis explose.  A son réveil, il voit Claire indemne, il se rend compte qu'elle n'est pas un être humain normal.

Lorsqu'il apprend par sa fille la tentative de viol, M. Bennet fou de colère demande à l'Haïtien d'effacer complètement la mémoire de Brody. Un peu plus tard, lorsque Claire vient s'expliquer, il ne la reconnait pas, on comprend également qu'il ignore même qui il est.

#### Kaito Nakamura
Kaito Nakamura, interprété par George Takei, est un puissant homme d'affaires au Japon et le père de Hiro Nakamura. Il apparaît la première fois dans "The Fix" quand son subordonné enlève Hiro et Ando. Décrit comme un homme avec un « real power » (« pouvoir réel ») par ses sous-fifres, M. Nakamura ne veut pas que Hiro reste aux États-Unis pour accomplir son « destin ». Nakamura et sa fille Kimiko, la sœur d'Hiro, sont également présents dans "Distractions". Dans l'épisode "Company Man", il s'avère que Kaito a travaillé avec Thompson. Il a donné l'ordre à M. Bennet d'adopter Claire dans le but de la ramener immédiatement à Primatech si jamais elle était amenée à développer des pouvoirs. C'est également lui qui enseigne l'art du sabre à Hiro.
Lors de la saison 2 il se fait assassiner par Adam Monroe et déclare avant de se faire attaquer "From all of them, I never expected it would be you", "je n'aurais jamais pensé à vous" ce qui est étonnant puisque c'est Kaito qui ordonne l'arrestation et la mise en cellule de Adam le 2 novembre 1977(épisode 10). Lorsque Hiro revient du passé et apprend la mort de son père, il décide de le sauver mais Kaito lui déclare que le destin ne doit être modifié. Hiro en profitera néanmoins pour découvrir l'identité de l'assassin de son père.
Son pouvoir est révélé dans les bonus de la saison 2, alors qu'il attendait avec Ando Hiro bloqué au Japon médiéval.
Il a la capacité de prévoir les fluctuations de la bourse, il calcule mieux qu'un superordinateur.
Dans la saison 3, on découvre qu'il détient une moitié de la formule pouvant donner des pouvoirs créée par la compagnie.
Dans la saison 4, alors que Hiro est entre la vie et la mort, il a une hallucination ou il est jugé par Kaito.

#### Kimiko Nakamura
Kimiko Nakamura, jouée par Saemi Nakamura, est la fille de Kaito et la grande sœur de Hiro. Elle est très intelligente et motivée, et souhaite faire progresser la compagnie de son père : Yamagoto Industries. Dans "Distractions", elle accompagne son père à New York pour retrouver Hiro. Elle est surprise quand elle apprend que son père décide de nommer Hiro, Vice-président de l'entreprise. Cependant, Hiro convainc finalement son père que Kimiko est meilleure que lui pour assumer cette responsabilité.
Elle assiste à l'enterrement de Kaito.
Dans la saison 4, à la suite d'un voyage dans le temps de Hiro, qui a modifié le passé, Kimiko et Ando sont fiancés.

#### Janice Parkman
Janice Parkman, jouée par Lisa Lackey, est la femme de l'officier de police télépathe Matt Parkman. Leur mariage bat de l'aile depuis quelque temps, chacun prenant progressivement de la distance. Janice met la cause de leur problème sur le compte de la jalousie de Matt envers sa propre carrière, alors que la sienne stagne. Cependant lorsque Matt disparaît une journée, elle s'inquiète vraiment à son propos. Pour sauver leur mariage, Matt essaie de satisfaire tous ses désirs en lisant ses pensées. D'abord elle pense qu'il doit la tromper pour être si prévenant, mais elle est en définitive enchantée par ses efforts. Cependant, Matt découvre qu'elle a eu une aventure avec l'un de ses collègues policiers, ce qui les laisse tous les deux dans l'idée que leur mariage est maintenant terminé. Deux semaines plus tard, Matt avoue à Janice qu'il possède le pouvoir de lire les pensées des gens. Après cette révélation, leur relation repart sur de meilleures bases. Quand Matt apprend qu'il est suspendu pendant six mois, elle le réconforte et lui accorde tout son soutien moral. Elle lui révèle également qu'elle est enceinte, ce qui le rend fou de joie.

 Dans la saison 2, Janice et Matt ont divorcé, et on apprend de la bouche de Matt que l'enfant qu'elle portait n'était pas le sien.

 Janice réapparait dans le volume 4, Fugitives, où elle élève seule son fils, Matt Parkman Jr., qui est bien le fils biologique du télépathe.
Dans la saison 4, elle et Matt vivent à nouveau ensemble.

#### Heidi Petrelli
Heidi Petrelli, jouée par Rena Sofer, est la femme de Nathan Petrelli. Elle est impliquée dans son plan pour devenir député au Congrès. Elle fait sa première apparition dans l'épisode "Rien A Cacher" (Nothing To Hide). Elle utilise un fauteuil roulant pour se déplacer car elle a eu un accident de voiture (Épisode six months ago) causé par Linderman  alors que Nathan conduisait. Nathan, qui essayait de garder le contrôle de la voiture, s'est soudain mis à voler pour la première fois. Malheureusement, il ne savait pas comment se diriger pour redescendre prendre le volant et la voiture a fini dans une barrière. Durant un repas organisé par la mère de Nathan, un journaliste invité évoqua le fait que Nathan avait pu la tromper avec une blonde (Niki) durant son voyage à Las Vegas pour voir Linderman. Elle ne crut pas l'explication de Peter qui innocentait Nathan, mais quand Nathan lui-même lui confirma en privé, elle le crut. Elle fut guérie de sa paralysie par Linderman dans l'épisode Landslide.
Après les graves brûlures de Nathan à la fin de la saison 1, elle a tenté de voir son mari, mais Angela l'a persuadée de partir. Elle réapparait brièvement dans la série pour les funérailles de Nathan.

#### Hal Sanders
Hal Sanders, interprété par Graham Beckel, est le père de Niki et Jessica Sanders, avec lesquelles il s'est brouillé. Quand les filles étaient plus jeunes, Hal était alcoolique et les maltraitait. Toutes les deux étaient battues, mais c'est Jessica qui prenait le plus de coups pour protéger Niki. Quand Jessica était âgée de 10 ou 11 ans, Hal l'étrangla et la tua. Niki avait perdu la mémoire de ces évènements et ne se souvenait que du fait que Hal l'avait abandonnée. Des années après, Hal tenta de reprendre contact avec sa fille, qui s'était depuis mariée et était devenue mère. Il lui offrit de l'argent qu'il avait gagné en bourse, pour aider Niki et son mari, D.L. Hawkins, à élever leur fils, Micah Sanders. Cependant, Hal démontra ensuite qu'il avait conservé le même caractère impulsif qu'il avait toujours eu et ne fut pas accepté dans la famille. Plus tard, Jessica, la personnalité alternative de Niki, battu Hal, lui rendit son argent et lui dit de ne jamais revenir.
Dans le volume 3, on apprend que Niki a été donnée en adoption comme ses sœurs, Tracy et Barbara. Hal Sanders n'était donc que son père adoptif.

#### Chandra Suresh
Chandra Suresh est le père de Mohinder, interprété par Erick Avari (bien qu'une photo de lui et Mohinder aperçue dans le premier épisode montre un acteur différent). Suresh est l'auteur de Activating Evolution, un livre qui se trouve expliquer pourquoi de nombreuses personnes avec des pouvoirs apparaissent soudainement. Il a trouvé un moyen de détecter et localiser les personnes potentiellement douées. Il a aussi été en relation avec Sylar, auquel il se réfère sous le titre de « Patient Zero ». Cependant, sur un enregistrement de conversation téléphonique fait peu avant sa mort, il dit ne plus vouloir avoir affaire à Sylar, et insiste pour que l'homme cesse de l'appeler. Avant sa mort, Chandra avait un lézard nommé Mohinder.
Selon un rêve que Mohinder a fait, Chandra a été tué sur le siège conducteur de son taxi par un homme portant une montre indiquant minuit moins sept, une montre que l'on voit souvent au poignet de Sylar. Eden McCain, la voisine de Chandra, prétend que Sylar est son meurtrier. Sylar prétendit plus tard que Chandra était devenu très proche de lui à un moment et qu'il avait partagé des choses avec lui, jugeant que Mohinder était trop fragile pour les savoir, comme par exemple des informations sur sa sœur.
Durant l'épisode 3 × 23 "1961", on apprend son implication dans une opération gouvernementale longtemps oubliée.

#### Shanti Suresh
Shanti Suresh est la fille de Chandra Suresh. Elle est morte à l'âge de cinq ans, avant que la série ne commence. Cela a sévèrement affecté son père alors qu'ils étaient très proche. Dans "Six Months Ago" Chandra Suresh affirme qu'elle avait un gène anormal. Sa mort, avec d'autres considérations, le poussa à commencer ses investigations sur les personnes possédant un pouvoir. Il n'a pas encore été mentionné si Shanti possédait ou non des pouvoirs. Dans l'épisode "Parasite", Sylar déclare que Chandra lui avait parlé de Shanti.
On apprend dans le volume 2 que la Compagnie l'étudiait via Victoria Pratt. Cette dernière parvint à isoler le virus de la jeune fille.

#### Sanjog Iyer
Sanjog Iyer, jeune indien, il fait partie des premiers patients du docteur Suresh. Lorsque Mohinder retourne en Inde dans l'épisode 8 de la première saison : Minuit moins sept (Seven Minutes To Midnight) pour les funérailles de son père il assiste à plusieurs scènes du passé dont il n'a pas toujours été témoin. On apprend que c'est ce garçon qui a le pouvoir de faire voir le passé dans les rêves. C'est comme cela que Mohinder voit la scène du meurtre de son père.

### Employés de la papeterie Primatech

#### Hank et Lisa
Hank et Lisa font semblant de former un couple et d'être les parents biologiques de Claire Bennet. Mr Bennet a dit à Claire qu'il avait arrangé par le biais d'une agence d'adoption une rencontre avec elle. Lors de la rencontre, ils lui disent qu'ils étaient ensemble au lycée avant sa naissance. Claire voulait leur avouer à propos de son pouvoir mais elle ne l'a pas fait.
En réalité, Hank et Lisa travaillent pour l'agence Primatech et ont juste simulé cette scène. Dans "La Cure", Hank est tué par Sylar qui s'est ensuite échappé.

#### Thompson
Thompson est un dirigeant de la compagnie et le supérieur de Noah Bennet. Après avoir découvert que Claire Bennet a un pouvoir, il tente de la retrouver en utilisant Candice pour tromper Bennet. Il assistera à l'évasion de ce dernier ainsi qu'à celles de Matt Parkman et Ted Sprague. Il travaille ensuite avec Mohinder Suresh dans le but de soigner Molly Walker d'un virus. Alors que Matt et Bennet, voulant détruire le système de localisation Walker, s'introduisent dans le bâtiment, il les affronte et meurt, tué par Bennet.
On apprend dans l'épisode flash-back « Villains » qu'il a stoppé Mérédith et Flint. Il propose à Mérédith de devenir agent pour la compagnie, ce qu'elle accepte mais elle s'enfuit avec son frère quelques jours plus tard. Il les pourchasse et arrête Mérédith mais la libère après avoir appris que la compagnie était responsable de la mort de son bébé (qui est en réalité Claire).
Dans l'épisode "the wall", on apprend dans quelles circonstances il a recruté Noé Bennet pour la compagnie.

#### Candice Wilmer
Candice Wilmer, interprétée par Missy Peregrym, travaille pour Primatech Paper. Après la trahison de l'Haïtien, elle est assignée comme nouvelle partenaire à M. Bennet. Elle a le pouvoir de créer des illusions qu'elle utilise essentiellement pour changer d'apparence. Mais elle peut aussi changer l'environnement autour d'elle.
Elle prendra tout d'abord l'apparence de Simone tout en masquant le corps de cette dernière, puis celle de Sandra Bennet et Niki Sanders. Elle est tuée par Sylar au début de la saison 2. Dans l'épisode se déroulant dans le futur, on découvre que Candice a été tuée par Sylar, ce qui lui a permis de se faire passer pour Nathan Petrelli.

### Membres de l'organisation de M. Linderman

#### M. Linderman
M. Linderman est un puissant homme d'affaires américain, faisant partie d'une mafia qui a la mainmise sur bon nombre d'activités (politique de Nathan Petrelli). Il est au début de la série un personnage mystère, qu'on ne voit qu'à la fin de la saison 1, il possède le pouvoir de guérison. Il est un point d'attraction qui connecte plusieurs Heroes.
- Nathan Petrelli : Sa campagne est financée et truquée par Linderman
- Isaac Mendes: Linderman est un collectionneur de ses tableaux

Nikki/Jessica: Nikki a emprunté de l'argent a M. Linderman et a des difficultés à le rembourser. Plus tard, Jessica, l'alter-ego de Nikki sera tueuse à gages pour le compte de Linderman
- Hiro Nakamura : Il a besoin d'un Katana ancestral que Linderman possède dans sa galerie d'art
- Claire : C'est le chef de la compagnie où son père est employé.

Il est l'un des 12 fondateurs de la compagnie.
Il est tué à la fin de la première saison par D.L. Hawkins qui se sert de son pouvoir pour rematérialiser sa main à l'intérieur de sa tête. Le personnage réapparaîtra toutefois dans la saison 3, sous forme d'illusion créée par Maury Parkman.
Dans l'épisode "1961", on le voit aux côtés d'Angela Petrelli, Charles Deveaux et Robert Bishop.

#### Aron Malsky
C'est un avocat de la société de M.Linderman.

### Autres personnages

#### Steve R. Gustavson
Steve R. Gustavson, interprété par Bill Fagerbakke, est membre de la commission fédérale des jeux à Las Vegas. Il apparaît la première fois dans l'épisode "Run!" mais est davantage développé dans "Unexpected". Hiro Nakamura et Ando Masahashi rencontre une danseuse en pleurs Hope (Espérance en français), qui leur déclare que son sac contenant toutes ses affaires personnelles ont été volées par son ex-petit-ami. Ando lui assure qu'ils vont récupérer son sac et s'en va directement jusqu'à la chambre de Gustavson. Après une dispute, Hiro et Ando se séparent. Ando réussit à reprendre le sac, tandis que Hiro entend par inadvertance Espérance dire à quelqu'un au téléphone qu'elle a dupé deux chinois pour voler le sac. Elle attrape Hiro et l'enferme dans un placard, prenant la fuite avec Ando et le sac. Hiro est alors appréhendé par Gustavson et les deux hommes se mettent à la poursuite de Espérance et Ando. Steve souligne à Hiro les inconvénients et problèmes qui peuvent résulter de la présence d'un partenaire, influençant sans doute sa décision d'envoyer Ando au Japon. Quand ils arrivent enfin à se rejoindre, Gustavson réclame "sa part" à Espérance, en faisant référence au sac rempli de jetons de casino. Ils s'engagent dans une violente fusillade pendant que Hiro et Ando se retrouvent coincés au milieu des balles, mais ils sont bientôt arrêtés par la police de Las Vegas.

#### Audrey Hanson
Audrey Hanson est une agente du FBI, interprétée par Clea DuVall, chargée de l'enquête sur Sylar.
Elle fait la connaissance de Matt Parkman sur le lieu du crime des Walker, alors qu'il vient de retrouver Molly enfermée dans le placard sous l'escalier, alors que personne ne l'a entendue. Elle le soupçonne rapidement quand il vient à prononcer le nom de Sylar, qu'il a entendu en lisant les esprits alors que ce nom est confidentiel.

Après qu'il l'a convaincue de son pouvoir de télépathie, elle lui demande de collaborer avec le FBI pour retrouver le tueur. Sylar réapparait peu après en s'infiltrant dans les bureaux à la poursuite de Molly. Dans sa fuite, il retourne l'arme de Hanson contre elle avec ses pouvoirs télékinésiques, mais elle est sauvée par Parkman.
Après la découverte du corps d'un oncologiste brûlé vif, Audrey appelle Parkman pour enquêter sur Theodore Sprague, qu'elle soupçonne d'être Sylar. Ils le retrouvent au chevet de sa femme mourante d'un cancer que Sprague a provoqué par ses radiations. Quand il s'enfuit, elle repart avec Parkman à sa recherche.
Les deux agents sympathisent, Audrey allant jusqu'à donner quelques conseils sur la relation de couple de Parkman. Deux semaines plus tard, alors qu'ils ont fait chou blanc dans le raid de la société Primatech, Audrey est menacée de perdre sa place au FBI. Elle se décide alors à cesser son partenariat avec Parkman.
Plus tard, à New York, elle parvient à arrêter Ted Sprague à la suite d'un appel de « Isaac Mendez », qui est en fait Sylar.

#### Esperanza (Hope dans la VO)
Esperanza, joué par Missi Pyle, est une grande danseuse blonde qui travaille dans l'hôtel-casino de M. Linderman. On la voit dans l'épisode Run!, où elle rencontre Hiro et Ando. Elle use de ses charmes avec Ando Masahashi pour les convaincre de récupérer son sac dans une des chambres de l'hôtel, celle de son prétendu ex-petit ami. Devant la chambre, Hiro hésite et Ando l'enferme dehors: il va continuer seul. Hiro redescend alors et la surprend au téléphone, expliquant qu'elle les a roulés pour obtenir le sac à dos. Elle l'assomme et l'enferme dans un placard. Ando revient avec le sac, et Esperanza lui ment, en lui racontant que Hiro est parti sans lui. Elle l'embrasse et ils s'en vont en voiture tous les deux. Les véritables intentions d'Esperanza sont révélées lorsqu'Ando fait tomber accidentellement le contenu de son sac, révélant de nombreux jetons de casino. 
Hiro se fait libérer du placard par un homme armé. Il s'agit de l'homme à la valise, « l'ex-petit ami », Steve R. Gustavson, qui prétend être un agent de la Commission Fédérale des Jeux. Ils poursuivent ensemble Esperanza et Ando, et les rattrapent. 

Esperanza et Gustavson (révélé comme son partenaire) ont un vif affrontement à propos des jetons de casino. Hiro et Ando sont pris dans la fusillade. Il y a une explosion, et elle s'approche des deux japonais. Elle est sur le point de leur tirer une balle dans la tête quand Hiro interrompt le temps, ce qui leur évite la mort. Stupéfaite de ce qui s'est passé, elle se fait sauter dessus par Gustavson, apparemment juste assommé. Ils sont interrompus dans leur lutte par l'arrivée de la police. Esperanza et Gustavson sont arrêtés.

#### Molly Walker
Molly Walker, interprétée par Adair Tishler, est une petite fille dont les parents ont été assassinés par un tueur en série suspecté être Sylar. Après le meurtre de ses parents, elle est retrouvée par l'agent Matt Parkman, qui découvre alors sa faculté de télépathie (terrorisée, Molly était plongée dans un état de mutisme, et donc personne ne pouvait la repérer). Plus tard, Mohinder découvre qu'elle est atteinte du même virus que Shanti Suresh, et parvient à la soigner grâce à son sang.
Elle a la capacité de repérer n'importe quelle personne sur Terre, simplement en pensant à elle, sauf une, quelqu'un de bien pire que « le croquemitaine » (c'est ainsi qu'elle désigne Sylar) selon elle. Il s'agit en fait du père de Matt Parkman, Maury Parkman.
Dans la saison 2, elle vit avec Mohinder Suresh et Matt Parkman. On découvre que la personne qu'elle ne pouvait localiser n'est autre que Maury Parkman, le père de Matt. Alors que ce dernier demande à la jeune fille de le « localiser », Maury l'enferme dans un monde imaginaire créé par son esprit. Elle est libérée par Matt qui enferme son père dans son cauchemar. Lors du chapitre final, elle est prisonnière de Sylar avec Mohinder et Maya. Ils sont sauvés par Ella.
On la revoit dans l'épisode I am become death ou elle vit avec Matt, Daphné et leur fille.
Il a été confirmé par les scénaristes qu'elle a été envoyée chez la mère de Mohinder au début du volume 3.
Elle réapparait dans Heroes Reborn, étant désormais adolescente. Elle meurt une première fois, en se tirant une balle dans la tête, afin de protéger le secret de l’existence des jumeaux Bennet. En modifiant le futur, Noé la ramène à la vie.

#### Dr. Witherson
Dr. Witherson, interprétée par Paula Newsome, est une psychiatre de la prison qui est chargée de s'occuper de Niki Sanders. Son objectif affiché est de refusionner les deux personnalités dissociées de Niki. En utilisant l'hypnose, elle réussit à atteindre le côté plus agressif de Niki, Jessica. Plutôt que de coopérer avec le traitement, Jessica se révolte et frappe brutalement le docteur Witherson à de nombreuses reprises jusqu'à la rendre inconsciente.

#### Claude Rains
Claude Rains, interprété par Christopher Eccleston, est un ancien ami de Noé Bennet et maîtrise le pouvoir d’invisibilité. Ils ont travaillé ensemble au service de la compagnie avant que Noé ait reçu l’ordre de le tuer parce que Claude était suspecté de cacher un « Heroe ». On apprend, lors de la première saison, que les deux personnages étaient très proches. Ainsi, on découvre que Claude a été le premier à offrir un ours en peluche (premier d’une longue file) à la fille adoptive de Noé, Claire Bennet renforçant la relation père-fille que Bennet essayait de maintenir distante. On peut penser qu’il mourut, tué par Bennet, en tombant d’un pont. Toutes ces révélations furent transmises via de nombreux flashbacks présentés lors de la première saison. On retrouve Claude Rains, en plein New York, volant et pillant les passants grâce à son pouvoir, jusqu’à ce que Peter Petrelli, en absorbant son pouvoir, l’arrête et lui demande de le former afin qu’il puisse se contrôler pour éviter l’explosion ravageant la ville. Après un refus, Claude cède et commence la formation de Peter. Il disparut après avoir été agressé par Bennet et le Haïtien et sauvé par Peter, persuadé que ce dernier l’a trahi.

#### Hana Gitelman
Hana Gitelman (en hébreu : חנה גיטלמן) est un personnage de fiction apparu dans un arc à quatre parties du comic Heroes et principalement développé dans les comics. Elle est interprétée par Stana Katic dans les deux seuls épisodes où elle est apparue : Unexpected et Five Years Gone.
Hana est un soldat Israélien de troisième génération. Sa grand-mère a combattu dans la résistance contre les Nazis, et sa mère, Zahava, a combattu pendant la guerre des Six Jours. Toutes les deux sont mortes lors du car jacking par Abd Al-Hadi Ghanayem (le massacre 405 de Tel Aviv à Jérusalem, le premier attentat-suicide en Israël). Hana a survécu, mais a été hospitalisée pendant que les enterrements de ses amis, mère, et grand-mère avaient lieu.
Hana a la faculté de manipuler les ondes (Wi-Fi, téléphoniques, etc). Elle peut ainsi intercepter toute onde, et par exemple envoyer des courriels ou intercepter des échanges téléphoniques.
Apparue d'abord dans les comics books d'Isaac, elle arrive dans la série à partir de l'épisode 16. Utilisée par M. Bennet, Hana (alias Wireless, qui veut dire « sans-fil ») décide de se venger avec l'aide de Ted Sprague et de Matt Parkman. C'est elle qui les informe du dispositif de localisation que tous les trois ont implanté dans le corps. Puis dans l'épisode Five Years Gone, elle travaille avec Noé Bennet pour protéger les spéciaux et est tuée par Matt Parkman.

### Victimes de Sylar

#### Charlie Andrews
Charlie Andrews, interprétée par Jayma Mays, était serveuse avant que Sylar ne la tue pour avoir son pouvoir. Elle était très proche d'Hiro. Lorsque Hiro ira dans le passé il tentera d'éviter qu'elle ne meure mais il apprend qu'elle est atteinte d'une maladie et ne pourra rien faire mais pourra toutefois empêcher la rencontre entre elle et Sylar et perdra donc son pouvoir. Elle détenait la capacité d'avoir une mémoire photographique ainsi qu'une hypermnesie.
Hiro la sauve finalement dans la saison 4.

#### Mr. Walker
M. Walker est le père de Molly. Il fut retrouvé mort avec sa femme par le FBI et Matt Parkman, congelé par Sylar.

#### Brian Davis
Brian Davis, interprété par David Berman, apparaît pour la première fois dans l'épisode "Six Months Ago", quand il révèle son pouvoir télékinésique à Sylar. Davis refusant son pouvoir et cherchant à s'en débarrasser, Sylar le tue et parvient à s'approprier son pouvoir. C'est la première victime de Sylar.

#### Dale Smither
Dale, interprétée par Rusty Schwimmer, est une femme détenant un superpouvoir introduit dans l'épisode "Unexpected". Âgée d'une quarantaine d'années, elle travaille dans un garage près de Bozeman, Montana. Mohinder Suresh et Sylar (se faisant passer pour Zane Taylor) viennent lui rendre visite dans son garage pour discuter de ses pouvoirs. Elle détient une ouïe extraordinaire, disant d'elle-même qu'elle peut entendre un orage à 40 miles de distance, ou le changement de rythme cardiaque d'une personne. Dale a réussi à contrôler son pouvoir grâce à son iPod, qui lui permet de ne pas avoir de maux de tête à cause du grand nombre de bruits audibles. Elle est assassinée par Sylar très peu de temps après leur rencontre.

#### Zane Taylor
Zane Taylor, interprété par Ethan Cohn, vu dans l'épisode "Run!", est la première personne à répondre aux appels de Mohinder quand celui-ci reprend les recherches de son père. Zane laisse un message sur le répondeur téléphonique de Mohinder, l'invitant à venir lui parler à Virginia Beach, en Virginie. Il porte un T-shirt du groupe Sisters of Mercy que Sylar récupérera plus tard. Cependant, Sylar arrive le premier et se fait passer pour Mohinder. Après une démonstration de manipulation moléculaire par un Zane très angoissé, Sylar le tue. Quand Mohinder vient quelques heures plus tard, Sylar se fait passer cette fois-ci pour Zane et utilise son nouveau pouvoir en liquéfiant un grille-pain instantanément. Quand Mohinder lui demande un échantillon d'ADN, Sylar en prélève un à l'intérieur de la joue du cadavre de Zane sans que Mohinder ne le sache.

#### Jackie Wilcox
Jacqueline "Jackie" Wilcox, interprétée par Danielle Savre, est une pom-pom girl et une élève dans le même lycée que Claire Bennet. Elle est tuée par erreur par Sylar alors qu'il est à la recherche de la cheerleader (Claire) que Peter Petrelli était venu sauver. 
On la revoit brièvement dans la saison 4, lorsque Hiro est dans le coma et qu'il a des hallucinations.

#### Theodore Sprague
Ted Sprague est un mutant radioactif capable de provoquer des ondes de choc et des rafales d'énergie atomique. Il a tué sa femme à petit feu malgré lui, puis a fait pression avec Matt Parkman sur Noé Bennet avant d'être maintenu prisonnier par l'Organisation.
Il sera finalement fait prisonnier par la police new-yorkaise, dénoncé par Sylar comme étant Sylar lui-même, ce dernier se faisant passer pour Isaac Mendez, et sera assassiné durant son transfert en fourgon par Sylar qui lui vole son pouvoir.

#### Isaac Mendez
Isaac Mendez, interprété par Santiago Cabrera est un mutant capable de peindre le futur.
C'est le petit copain de Simone Deveaux, cependant Isaac a de gros problèmes de drogues, ce qui ruine sa relation avec Simone. Au début, il peut utiliser son pouvoir seulement sous l'emprise de drogue, mais Eden lui apprendra à s'en servir sans. 

Le peintre sera jaloux de voir Simone avec Peter et il n'hésitera donc pas à essayer de le tuer lorsqu'il apprendra que Peter est celui qui fera exploser New-York. Il rate sa cible et atteint Simone qui arrive au mauvais moment. Celle-ci meurt sur le coup. Par la suite, il peindra une suite de tableau prédisant sa mort. Et en effet, Sylar viendra à lui et le tuera sans qu'il cherche à se défendre.

#### Sylar du futur
Dans le futur alternatif de Mirai no Hiro Nakamura (Hiro du futur), dans l'épisode 20 de la première saison ("Five years gone") Sylar a pris la place et l'apparence de Nathan Petrelli, grâce au pouvoir de Candice Wilmer qui s'ajoute à sa collection.
Il démet le désir d'éradiquer les Heroes de la surface du globe en prétendant que Mohinder Suresh aurait trouvé un vaccin, permettant ainsi d'empoisonner les spéciaux au moyen d'un artifice public.
Lors d'une discussion avec Claire Bennet concernant sa politique et la présidence, il dira être l'homme le plus puissant du monde libre. Il lui révélera sa véritable identité et la tuera afin de lui voler son pouvoir.
Il se battra contre Peter Petrelli le jour de la commémoration de l'attentat ayant rasé la ville, lui dévoilant avoir usurpé l'identité de son frère, supposément après l'avoir tué et avoir volé son pouvoir, peu après le jour où Peter détruisit New-York grâce au pouvoir de Ted Sprague.

## Nouveaux personnages dans la saison 2

### West Rosen
West Rosen possède le pouvoir de voler, tout comme Nathan Petrelli. Dans la saison 2, Il rencontre Claire lors du premier jour du lycée, où Claire est nouvelle. Il la considère d'abord comme une "robot", car d'après lui, il y a les gens "aliens", qui sont spéciaux, et les "robots", qui sont comme tout le monde, normaux. Mais il la trouve plutôt étrange et spécial alors il l'espionne chez elle tout en se cachant. Il finit alors par découvrir son secret, en la voyant chez elle, se couper un orteil. Celui ci repousse instantanément, et West comprend alors que les membres de Claire peuvent se régénérer comme les lézards. Mais Claire découvre West, et comprend qu'il a vu la scène. Le lendemain, West veut donc que Claire avoue qu'elle est spécial, et qu'elle a un don. Mais Claire est offusquée et ne veut rien entendre. West lui montre donc son pouvoir, et vole dans les airs, Claire dans ses bras. Ils arrivent sur une plage, discutent, puis s'embrassent. West devient donc le petit ami de Claire. Alors qu'il est amoureux d'elle, il se rend compte que l'homme par lequel il est terrifié, "l'homme à lunettes aux montures d'écailles", n'est d'autre que le père de Claire. Croyant que pendant tout ce temps Claire le manipulait, il décide de ne plus la voir. Mais West change rapidement d'avis lorsqu'il comprend qu'elle l'aimait réellement et qu'elle avait même caché leur relation à son père. Plus tard, Claire est enlevée par Bob, Ella et Mohinder et West va aider Noé à la sauver. Il s'en va lorsque cette dernière décide de dévoiler l'existence des spéciaux (chose qu'elle ne fera finalement pas).
Dans la saison 4, Claire dit à Peter que West est un de ses amis sur Facebook.

### MauryParkman
Maury Parkman est le père de Matt. Désirant le retrouver, Matt montre sa photo à Molly. Celle-ci refuse de le chercher, reconnaissant l'homme qui peut la voir quand elle le localise. Mais finalement quand il apparaît que Maury Parkman est un membre de l'équipe du père de Hiro, Matt soupçonne qu'il soit celui qui traque les autres. Molly le localise, mais elle se retrouve alors plongée dans le coma par Maury, qui la capture. Matt et Nathan Petrelli vont à l'appartement indiqué, et trouvent Maury, qui assure ne pas avoir voulu faire de mal. Il apparaît que Maury a le même pouvoir que Matt, la capacité de « contrôler le cerveau des autres », mais est bien mieux entraîné et peut s'en servir bien plus efficacement, autrement que pour lire dans les pensées. Il piège Matt et Nathan dans des mondes d'illusions. Matt utilise ses propres pouvoirs pour se libérer avant qu'ils ne s'entretuent.
Plus tard, Maury s'attaque directement à la Compagnie. Il réveille les instincts de tueuse de Jessica. Il s'en prend alors à son fils qui est au chevet de Molly, tentant de le piéger dans un petit appartement en esprit. Il s'avère que cet appartement est le lieu où les Parkman vivaient avant que Maury n'abandonne sa famille, et qu'il s'agit de ses propres cauchemars. Finalement, Matt parvient à l'enfermer dans l'univers d'illusion où il avait enfermé Molly, la libérant au passage.
Dans la saison 3, il est parvenu à se libérer de sa prison mentale. Sur ordre d'Arthur Petrelli, auquel il obéit sans rechigner, il manipule Nathan pendant sa guérison, ainsi que Daphne, en créant une illusion de M. Linderman.
Il sera tué la nuque brisée par Arthur Petrelli alors qu'il essayait de lui refuser le droit de tuer son fils Matt.

### Adam Monroe
Adam Monroe fait partie des anciens êtres évolués de l'équipe du père de Hiro. Hiro le rencontre en l'an 1671. Il se fait alors appeler  Takezo Kensei, qui est le nom du héros légendaire qu'admire Hiro. Adam est blond d'origine anglaise, ce qui surprend Hiro qui imaginait Kensei japonais. De plus, Adam utilise des subterfuges pour venir à bout de ses ennemis, sans les combattre et montre un certain penchant envers l'alcool. Hiro, à force de le raisonner, réussit un temps à le convaincre de cesser d'être un mercenaire avide et de devenir un héros (non sans être obligé de le forcer). Mais quand Adam découvre qu'ils sont amoureux de la même femme, il le trahit. Ils s'engagent un peu plus tard dans un combat dans le camp de Barbe Blanche, qui se termine par la fuite de Hiro. La maison dans laquelle ils se battaient, pleine de poudre à canon et de fusils, explose et Adam est enseveli sous les décombres. Juste avant l'explosion, il promet à Hiro de détruire tout ce que celui-ci chérit.
Adam a été membre de la Compagnie, mais selon Bob, il est devenu dangereux au point d'avoir été enfermé pour ne devoir jamais être libéré. En effet, il a essayé de libérer la souche 138, mais fut stoppé à temps. Adam engagea la conversation avec son voisin de cellule, Peter Petrelli. Peter utilise ses pouvoirs pour leur permettre de s'évader tous les deux, ils vont ensuite guérir Nathan. Ils sont séparés au cours de leur poursuite avec les agents de la compagnie. Pendant leur séparation, il tuera Kaito Nakamura et menacera les membres fondateurs de la Compagnie de mort.
Bien plus tard, Adam retrouve Peter à Montréal et l'aide à retrouver la mémoire. Ensemble, ils partent à la recherche de Victoria Pratt, membre fondateur de la Compagnie, afin de découvrir où se trouve la source du virus Shanti. Après que Peter a lu la réponse dans ses pensées, Adam la tue dans un soi-disant geste de légitime défense.
Adam et Peter, arrivés à Primatech, font alors face à Hiro Nakamura, décidé à venger son père. D'abord maîtrisé, Hiro parvient à se téléporter avec lui et l'enterre vivant dans le cimetière de sa famille, au moment de l'enterrement de son père.
Hiro et Ando iront le libérer dans la saison 3, sur le conseil d'Angela Petrelli. Il emmène alors les deux japonais dans un bar où il leur fausse compagnie, mais il est capturé par Knox, qui l'amène alors au chevet d'Arthur Petrelli. Knox met la main d'Arthur sur celle d'Adam, qui se fait alors voler son pouvoir et meurt en prenant l'apparence d'un corps desséché de 400 ans.
Dans la saison 4, alors qu'Hiro est entre la vie et la mort, il a des hallucinations montrant ce dernier. Il affronte à nouveau le héros de son enfance pour continuer à vivre.
Adam a un pouvoir de régénération, mais en 1671 il est plus faible que celui de Claire Bennet. En 2007, il semble être aussi puissant si ce n'est plus. De plus, toute personne à qui on injecte une dose du sang d'Adam possède temporairement le pouvoir de régénération. Il est vieux d'environ 400 ans.

### Robert Bishop
En 1961, Robert Bishop, surnommé Bob, rencontra Angela Petrelli, Charles Deveaux et Daniel Linderman au camp de "Coyote Sands". Après la destruction de ce camp, il rencontra d'autres personnes dotées de pouvoirs et décida de créer la compagnie avec eux. Il eut une fille, nommée Ella, avec une femme inconnue qui mourut peu après.
Après la mort de Linderman à Kirby Plaza, Bob reprit la tête de la compagnie. Avec l'aide de sa fille, il captura et enferma Peter et lui annonça que la compagnie allait à nouveau travailler sur un virus pouvant enlever les pouvoirs. Dans le même temps, Il proposa à Niki Sanders d'aller à la compagnie pour se faire soigner de ses doubles personnalités. Il envoya aussi Sylar et Candice au Mexique. Après la mort de DL, Niki accepta de se faire soigner tandis que Peter et Adam Monroe s'échappèrent.
4 mois plus tard, Il parvint à engager Mohinder Suresh au sein de la compagnie pour travailler sur le virus Shanti. Il envoya ce dernier soigner le Haïtien du virus mais ce dernier lui effaça la mémoire et le docteur se retrouve dans le bureau de Bob. Ce dernier lui offrit alors le loft d'Isaac Mendez en guise de laboratoire puis reçut la visite de Niki. Il envoya sa fille, Ella, en Irlande afin de trouver Peter mais, après avoir appris qu'elle avait tué un homme, lui ordonna de rentrer. Alors qu'il marchait avec Mohinder dans Primatech Research, il fut attaqué par Niki mais Mohinder la stoppa. Il rencontra ensuite Monica, accompagné de Mohinder, qui le dissuada de lui injecter le virus. Avant de partir, il donna à la jeune fille un portable. Il s'allia ensuite à Niki, Matt, Nathan et Mohinder pour stopper Maury. Alors qu'il discutait dans une pièce avec Nathan, Niki, contrôlée par le vieil homme, tenta d'injecter le virus à Bob, mais la jeune femme se l'injecta afin de se stopper. Après ces évènements, le docteur lui avoua qu'il tentait de faire tomber la compagnie avec l'aide de Bennet. Bob lui donna sa fille comme partenaire afin d'éloigner Bennet tandis qu'il capturait Claire et prit quelques gouttes de son sang. Il reçut un appel de Bennet, qui lui disait qu'il tenait Ella en otage et qui lui indiqua un lieu de rendez-vous. Bob, Mohinder et Claire partirent à la plage et se retrouvèrent en face de Bennet, West et Ella. Les deux filles s'avançaient et, tandis que Claire s'enfuyait avec West, Ella se détacha et lança un éclair sur le couple. Le père de Claire tira sur elle et Bob s'approcha de sa fille. Alors que Bennet allait lui tirer dessus, Mohinder tira dans l'œil de son ancien allié tandis que West et Claire s'enfuyaient. Le lendemain, Bob rendit les cendres du défunt à sa famille en disant à Claire que la compagnie la laissera tranquille désormais. Il ordonne ensuite à Ella d'espionner Claire puis accepte de détruire toutes les souches du virus à la suite de la demande de Mohinder. Il surprend Ella et Bennet en train de discuter et annonce à Bennet que sa fille commence à être difficile à gérer. Il lui propose alors un marché, sa famille sera libre s'il revient définitivement la compagnie, puis Bennet l'accepte.
Peu après, il réprimandera Ella car c'est sa faute si Sylar s'est échappé. Sa fille lui demande pardon mais son père l'ignore et lui dit de partir. Ella revient peu après et découvre le cadavre de son père, la tête ouverte par Sylar. Il a le pouvoir de transformer tout ce qu'il touche en or.

### Victoria Pratt
Victoria Pratt est une biologiste et virologue travaillant autrefois pour la Compagnie. Après la tentative d'Adam Monroe de libérer la souche 138, elle s'est retirée de la Compagnie et a vécu loin de tout. Plus tard, Peter Petrelli et Adam la retrouvent et réussissent à lui faire dire où est cachée la souche 138. Dans un dernier geste pour les arrêter, Adam la tue.

### Caitlin
Caitlin, interprétée par Katie Carr, est la sœur de Ricky (leader d'un gang à Cork). Elle est irlandaise et travaille dans le pub Wandering Rocks. Peter tombe amoureux de Caitlin dans la saison 2 et l'emmène aux États-Unis. Sans papier, elle se retrouve prisonnière dans un futur, qui n'existe plus à la suite de la destruction du virus par Peter.